# Amanda Anisimova
Amanda Anisimova (/əˌnɪsɪˈmoʊvə/ ə-NIS-ih-MOH-və; sinh ngày 31 tháng 8 năm 2001) là một vận động viên quần vợt chuyên nghiệp người Mỹ. Cô là tay vợt trẻ nhất vào top 100 bởi Hiệp hội quần vợt nữ (WTA) và có thứ hạng đánh đơn cao nhất là vị trí số 26 trên thế giới. Anisimova giành được danh hiệu WTA đầu tiên tại giải Copa Colsanitas vào tháng 4 năm 2019 ở tuổi 17.
Với bố là Konstantin là huấn luyện viên lâu năm của cô và chị cô, Anisimova bắt đầu chơi quần vợt từ khi còn rất nhỏ. Sinh ra New Jersey, gia đình cô chuyển đến Florida để cho con họ có cơ hội đào tạo tốt hơn. Trong sự nghiệp trẻ, Anisimova đứng thứ 2 trên thế giới. Cô vô địch nội dung trẻ Giải quần vợt Mỹ Mở rộng 2017, cũng như 2 danh hiệu Hạng A khác. Cô cũng trở thành tay vợt Mỹ đầu tiên vào trận chung kết nội dung đơn nữ trẻ Giải quần vợt Pháp Mở rộng sau 14 năm.
Tại cấp độ chuyên nghiệp, Anisimova đã đánh bại một tay vợt trong top 150 trước khi bước sang tuổi 15. She giành được danh hiệu ITF pro circuit đầu tiên chưa đầy một năm sau đó. Cô sau đó nổi tiếng tại Indian Wells Masters 2018 sau khi đánh bại tay vợt trong top 10 đầu tiên trước Petra Kvitová khi mới 16 tuổi. Anisimova lần đầu tiên vào top 100 vào năm 2018. Bức đột phá tiếp theo của cô tại 2 giải Grand Slam đầu tiên trong năm 2019. Tại Giải quần vợt Úc Mở rộng, cô đánh bại tay vợt số 11 thế giới Aryna Sabalenka, một trong những ứng cử viên hàng đầu cho danh hiệu, để vào vòng 4. Cô sau đó đánh bại đương kim vô địch và tay vợt số 3 thế giới Simona Halep tại Giải quần vợt Pháp Mở rộng để trở thành tay vợt trẻ nhất vào vòng bán kết giải đấu.

## Chung kết sự nghiệp WTA

### Đơn: 2 (1 danh hiệu, 1 á quân)
| Chú thsich                          |
| ----------------------------------- |
| Grand Slam (0–0)                    |
| WTA Tour Championships (0–0)        |
| Premier Mandatory & Premier 5 (0–0) |
| Premier (0–0)                       |
| International (1–1)                 |

| Chung kết theo mặt sân |
| ---------------------- |
| Cứng (0–1)             |
| Cỏ (0–0)               |
| Đất nện (1–0)          |
| Thảm (0–0)             |

| Kết quả | T–B | Ngày             | Giải đấu                                | Thể loại      | Mặt sân | Đối thủ      | Tỷ số         |
| ------- | --- | ---------------- | --------------------------------------- | ------------- | ------- | ------------ | ------------- |
| Á quân  | 0–1 | tháng 9 năm 2018 | Japan Women's Open, Hiroshima, Nhật Bản | International | Cứng    | Hsieh Su-wei | 2–6, 2–6      |
| Vô địch | 1–1 | tháng 4 năm 2019 | Copa Colsanitas, Bogotá, Colombia       | International | Đất nện | Astra Sharma | 4–6, 6–4, 6–1 |

## Chung kết ITF

### Đơn: 4 (1 danh hiệu, 3 á quân)
| Chú thích |
| --------- |
| $100,000  |
| $80,000   |
| $60,000   |
| $25,000   |
| $15,000   |

| Chung kết theo mặt sân |
| ---------------------- |
| Cứng (1–0)             |
| Đất nện (0–3)          |
| Cỏ (0–0)               |
| Thảm (0–0)             |

| Kết quả | T–B | Ngày             | Giải đấu                               | Thể loại | Mặt sân | Đối thủ            | Tỷ số              |
| ------- | --- | ---------------- | -------------------------------------- | -------- | ------- | ------------------ | ------------------ |
| Á quân  | 0–1 | tháng 3 năm 2017 | Curitiba, Brasil                       | $25,000  | Đất nện | Anastasia Potapova | 7–6(9–7), 5–7, 2–6 |
| Á quân  | 0–2 | tháng 4 năm 2017 | Space Coast Pro Tennis Classic, Hoa Kỳ | $80,000  | Đất nện | Olga Govortsova    | 3–6, 6–4, 3–6      |
| Á quân  | 0–3 | tháng 4 năm 2017 | Hardee's Pro Classic, Hoa Kỳ           | $60,000  | Đất nện | Kristie Ahn        | 6–1, 2–6, 2–6      |
| Vô địch | 1–3 | tháng 7 năm 2017 | Gold River Women's Challenger, Hoa Kỳ  | $60,000  | Cứng    | Ajla Tomljanović   | walkover           |

## Chung kết Grand Slam Trẻ

### Đơn: 2 (1 danh hiệu, 1 á quân)
| Kết quả | Năm  | Giải đấu     | Mặt sân | Đối thủ         | Tỷ số    |
| ------- | ---- | ------------ | ------- | --------------- | -------- |
| Á quân  | 2016 | Pháp Mở rộng | Đất nện | Rebeka Masarova | 5–7, 5–7 |
| Vô địch | 2017 | Mỹ Mở rộng   | Cứng    | Cori Gauff      | 6–0, 6–2 |

## Thống kê sự nghiệp
| VĐ | CK | BK | TK | V# | RR | Q# | A |  | Z# | PO | G | F-S | SF-B | NMS | NH |

Chỉ có trận đấu vòng đầu chính WTA Tour (trong đó có Grand Slam), kết quả Thế vận hội và Fed Cup được xem xét.
Tính đến Giải quần vợt Pháp Mở rộng 2019.
| Grand Slam                        |       |       |       |       |           |           |           |
| Úc Mở rộng                        | A     | A     | A     | V4    | 0 / 1     | 3–1       | 75%       |
| Pháp Mở rộng                      | A     | V1    | A     | BK    | 0 / 2     | 5–2       | 71%       |
| Wimbledon                         | A     | A     | A     |       | 0 / 0     | 0–0       | –         |
| Mỹ Mở rộng                        | VL2   | VL1   | V1    |       | 0 / 1     | 0–1       | 0%        |
| Thắng–Bại                         | 0–0   | 0–1   | 0–1   | 8–2   | 0 / 4     | 8–4       | 67%       |
| WTA Premier Mandatory tournaments |       |       |       |       |           |           |           |
| Indian Wells Masters              | A     | A     | V4    | V2    | 0 / 2     | 4–2       | 67%       |
| Miami Masters                     | A     | V1    | V2    | V2    | 0 / 3     | 2–2       | 50%       |
| Madrid Masters                    | A     | A     | A     | VL1   | 0 / 0     | 0–0       | –         |
| Trung Quốc Mở rộng                | A     | A     | A     |       | 0 / 0     | 0–0       | –         |
| WTA Premier 5 tournaments         |       |       |       |       |           |           |           |
| Dubai / Qatar Open                | A     | A     | A     | A     | 0 / 0     | 0–0       | –         |
| Internazionali BNL d'Italia       | A     | A     | A     | V2    | 0 / 1     | 1–1       | 50%       |
| Canada Mở rộng                    | A     | A     | A     |       | 0 / 0     | 0–0       | –         |
| Cincinnati Masters                | A     | A     | V3    |       | 0 / 1     | 2–1       | 67%       |
| Wuhan Open                        | A     | A     | VL1   |       | 0 / 0     | 0–0       | –         |
| Thắng–Bại                         | 0–0   | 0–1   | 6–2   | 3–3   | 0 / 7     | 9–6       | 60%       |
| Thống kê sự nghiệp                |       |       |       |       |           |           |           |
|                                   | 2016  | 2017  | 2018  | 2019  | Sự nghiệp | Sự nghiệp | Sự nghiệp |
| Giải đấu                          | 0     | 2     | 6     | 9     | 17        | 17        | 17        |
| Danh hiệu / Chung kết             | 0 / 0 | 0 / 0 | 0 / 1 | 1 / 1 | 1 / 2     | 1 / 2     | 1 / 2     |
| Tổng số Thắng–Bại                 | 0–0   | 0–2   | 11–5  | 18–8  | 29–15     | 29–15     | 29–15     |
| Xếp hạng cuối năm                 | 764   | 192   | 95    |       | 66%       | 66%       | 66%       |

Chú thích: Anisimova rút lui giải Miami Open 2018 trước trận đấu vòng 2, vì vậy không chính thức được tính là 1 trận thua.

## Thành tích đối đầu với các tay vợt trong top 20
Dưới đây là thành tích đối đầu với các tay vợt đã từng nằm trong top 20 của Anisimova, trong đó tay vợt được in đậm là đã từng số 1.
- Aryna Sabalenka 2–0
- Simona Halep 1–0
- Varvara Lepchenko 1–0
- Sabine Lisicki 1–0
- Anastasia Pavlyuchenkova 1–0
- Andrea Petkovic 1–0
- Barbora Strýcová 1–0
- Petra Kvitová 1–1
- Ashleigh Barty 0–1
- Mihaela Buzărnescu 0–1
- Anett Kontaveit 0–1
- Elise Mertens 0–1
- Karolína Plíšková 0–1
- Elina Svitolina 0–1

Kết quả trong vòng đấu chính. Tính đến ngày 6 tháng 6 năm 2019.

## Thắng tay vợt trong top 10
| Mùa giải | 2016 | 2017 | 2018 | 2019 | Tổng số |
| Thắng    | 0    | 0    | 1    | 1    | 2       |

| #    | Tay vợt       | Xếp hạng | Giải đấu                     | Mặt sân | Vg | Tỷ số    | XHAA   |
| ---- | ------------- | -------- | ---------------------------- | ------- | -- | -------- | ------ |
| 2018 |               |          |                              |         |    |          |        |
| 1.   | Petra Kvitová | Số 9     | Indian Wells Masters, Hoa Kỳ | Cứng    | V3 | 6–2, 6–4 | Số 149 |
| 2019 |               |          |                              |         |    |          |        |
| 2.   | Simona Halep  | Số 3     | Pháp Mở rộng, Paris, Pháp    | Đất nện | TK | 6–2, 6–4 | Số 51  |